# CPhos
CPhosはビフェニルから誘導されるホスフィン配位子（英語版）の一種である。有機溶媒に可溶な白い固体である。
CPhosのパラジウム錯体は臭化アリールおよび塩化アリール、トリフラートの根岸カップリングを促進する。CPhosは2級(sp3)アルキル亜鉛塩化物との反応を促進して高い収率で目的物を与え、よく見られる一置換副生成物はほとんど生成しない。

## 根岸カップリングにおける利用
単純化されたハロゲン化アリールと臭化イソプロピル亜鉛との反応機構を以下に示す。副生成物を生じる段階は赤で示した。
ハロゲン化アリールがパラジウムと配位子の錯体に酸化的付加し(1)、トランスメタル化(2)して中間体Bを与える。これが還元的脱離(3)して目的のイソプロピルアレーンCを与える。しかし中間体Bはβ-水素脱離(4)してDになることがある。これが還元的脱離(3’)して脱ハロゲン化生成物Gになったり、挿入反応(5)によってEへと変化することがある。一度Eが生成すると還元的脱離(3’’)によってn-プロピル化した副生成物であるFができる。
CPhosはこの変換反応において副生成物であるFとGの生成を抑える効果がある。これは配位子を使うことにより、Bの還元的脱離がβ-水素脱離よりも速く進むからである。